# Dia Internacional de Commemoració en Memòria de les Víctimes de l'Holocaust
El Dia Internacional de Commemoració en Memòria de les Víctimes de l'Holocaust se celebra el 27 de gener de cada any per designació de l'Organització de les Nacions Unides (ONU). Té l'objectiu de preservar la memòria històrica entre nacions a través de la confecció de polítiques públiques i d'explicar les atrocitats comeses pel nazisme durant l'Holocaust, el genocidi a través del qual va assassinar uns 11 milions de persones, més de la meitat dels quals eren jueus i la resta d'altres minories ètniques, religioses i socials.
La data coincideix amb l'alliberament del camp de concentració i d'extermini d'Auschwitz-Birkenau, el més mortífer de tots els que varen construir els nazis, per la intervenció de l'Exèrcit Roig soviètic el 27 de gener del 1945. Per bé que la commemoració d'aquest dia ja s'havia realitzat amb anterioritat en diversos estats des de mitjan segle xx i també promocionat per mitjà del Consell d'Europa des de l'inici de la dècada del 2000, fou instaurat definitivament amb abast internacional el 1r de novembre de 2005 a través de la resolució 61/255 de l'Assemblea General de ONU i acollí els primers actes de recordança oficials l'any 2006. Als Països Catalans, ha estat incorporat institucionalment per pràcticament tots els territoris amb l'excepció d'Andorra, que no l'inclou a la seva agenda d'actes oficials.
A fi i efecte de combatre la proliferació de les notícies falses i l'estigmatització encara present en discursos contra els drets humans, l'ONU complementà aquesta resolució del 2006 amb una altra del 20 de gener del 2022, en la qual definí el concepte de negacionisme de l'Holocaust i encoratjà tots els estats del món a combatre'l per preservar una informació rigorosa sobre aquests fets històrics.

## Història

### Crims de l'Holocaust
L'«Holocaust» és el nom amb què es coneix el genocidi perpetrat pel règim nacionalsocialista alemany, el Tercer Reich, des del segon terç del segle xx i fins a la seva desfeta en la Segona Guerra Mundial l'any 1945. S'organitzà a partir d'un discurs d'odi institucional liderat per Adolf Hitler quan assolí el poder el 1933 cap a col·lectius humans amb diferències religioses, ètniques, d'orientació sexual i de dissidència política, amb la participació directa o indirecta de milions de ciutadans alemanys.

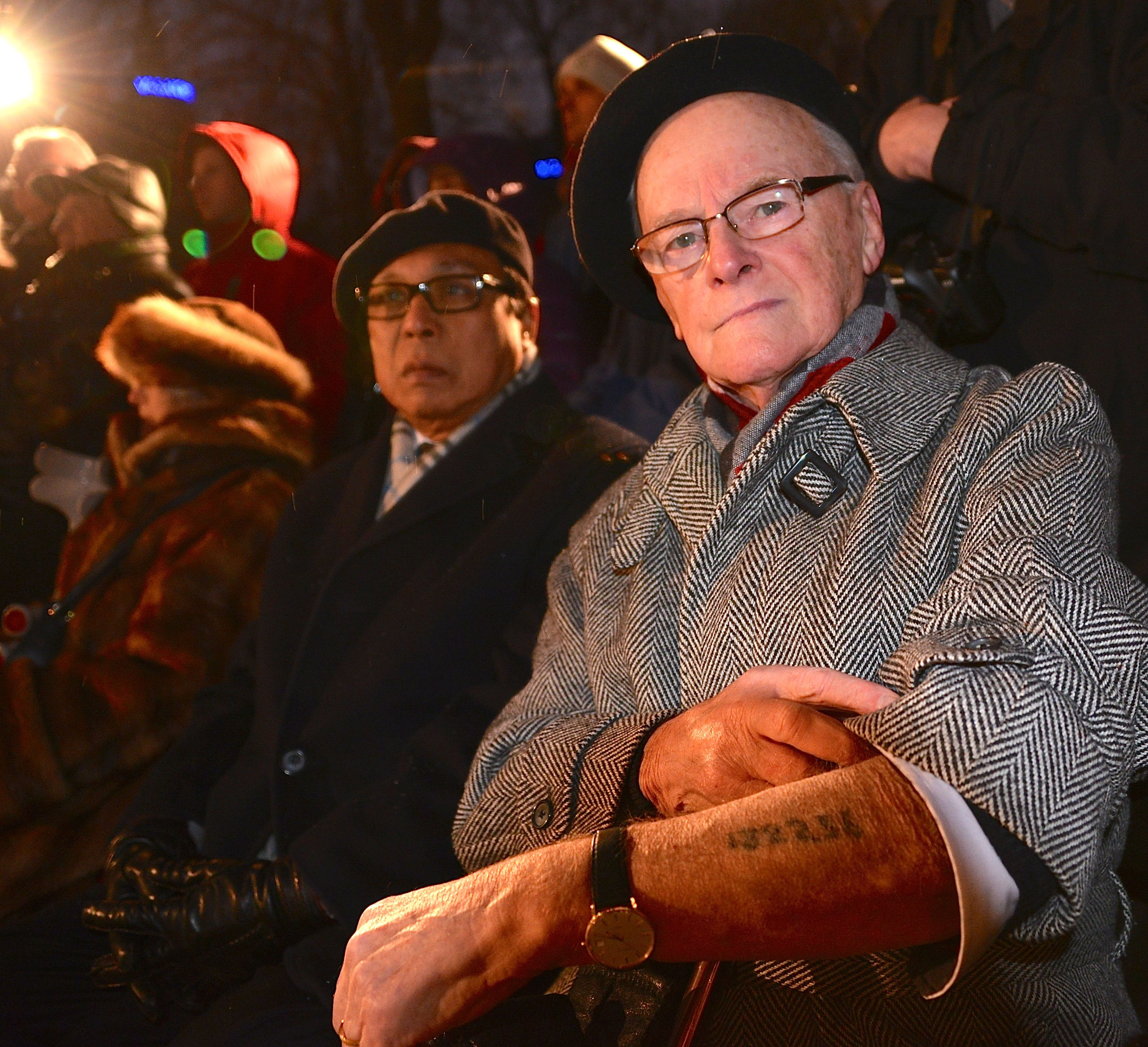
Marca al braç d'un dels supervivents als camps de concentració nazis durant la cerimònia d'aquesta jornada internacional a Estocolm (Suècia) l'any 2013

D'inici, comportà la il·legalització i l'intent d'estigmatització social d'aquests col·lectius a Alemanya, acompanyats d'una creixent persecució policial i exilis forçats. Poc després, aquests fets van desembocar en pràctiques de neteja ètnica per tal d'erradicar, especialment, la comunitat jueva del món sota un discurs marcat pel maltractament i la seva definició com a «raça inferior». Les accions sistemàtiques per eliminar la població de jueus varen rebre el nom de «solució final» i es consumaren amb camps de concentració per a treballs forçats, camps d'extermini per a l'assassinat massiu amb diverses tècniques de tortura i de mort, experimentació mèdica, esterilitzacions forçoses i eutanàsies de malalts mentals, desvalguts i membres d'aquesta ètnia i de molts altres grups humans. Les incursions i invasions en altres estats sobirans i llurs declaracions de guerra comportaren l'inici de la Segona Guerra Mundial i una escalada d'aquestes atrocitats comeses pels nazis fins a la seva rendició.
Les conseqüències de l'Holocaust nazi foren l'assassinat organitzat de més d'11 milions de persones, de les quals vora 6 milions foren jueus. Prenent aquestes estimacions del total de morts en el ventall més ampli, s'estima que s'executaren uns 3 milions de ciutadans i presoners de guerra soviètics, entre 2 i 3 milions de polonesos i de l'ordre de centenars de milers de serbis (entre 300.000 i 600.000), discapacitats (entre 200.000 i 270.000), gitanos (entre 150.000 i 500.000) i francmaçons (entre 80.000 i 200.000). El nombre d'assassinats de testimonis de Jehovà, de republicans catalans i espanyols (amb la col·laboració del franquisme), d'homosexuals i d'eslovens s'estima en xifres que varien entre els 1.500 i els 25.000 morts, respectivament, per a cada grup.
En el cas dels antifeixisites d'arreu dels Països Catalans (que varen incloure principalment els àmbits polítics republicà, independentista, anarquista i comunista) i malgrat la coincidència en el temps de la repressió franquista immediatament després de la Guerra Civil espanyola i l'esclat de la Segona Guerra Mundial al cap de pocs mesos durant el 1939, s'ha documentat que una xifra molt propera a 1.460 represaliats polítics foren executats en camps nazis durant l'Holocaust. Se sap que el primer fou Miquel Maydeu i Pallerola, un jove de l'Albiol de 27 anys, mentre que el darrer fou el marganellenc Joan Bisbal i Costa —també l'última víctima coneguda del camp de concentració de Mauthausen-Gusen, hores abans del seu alliberament per part de les tropes aliades.

### Designació de la data commemorativa

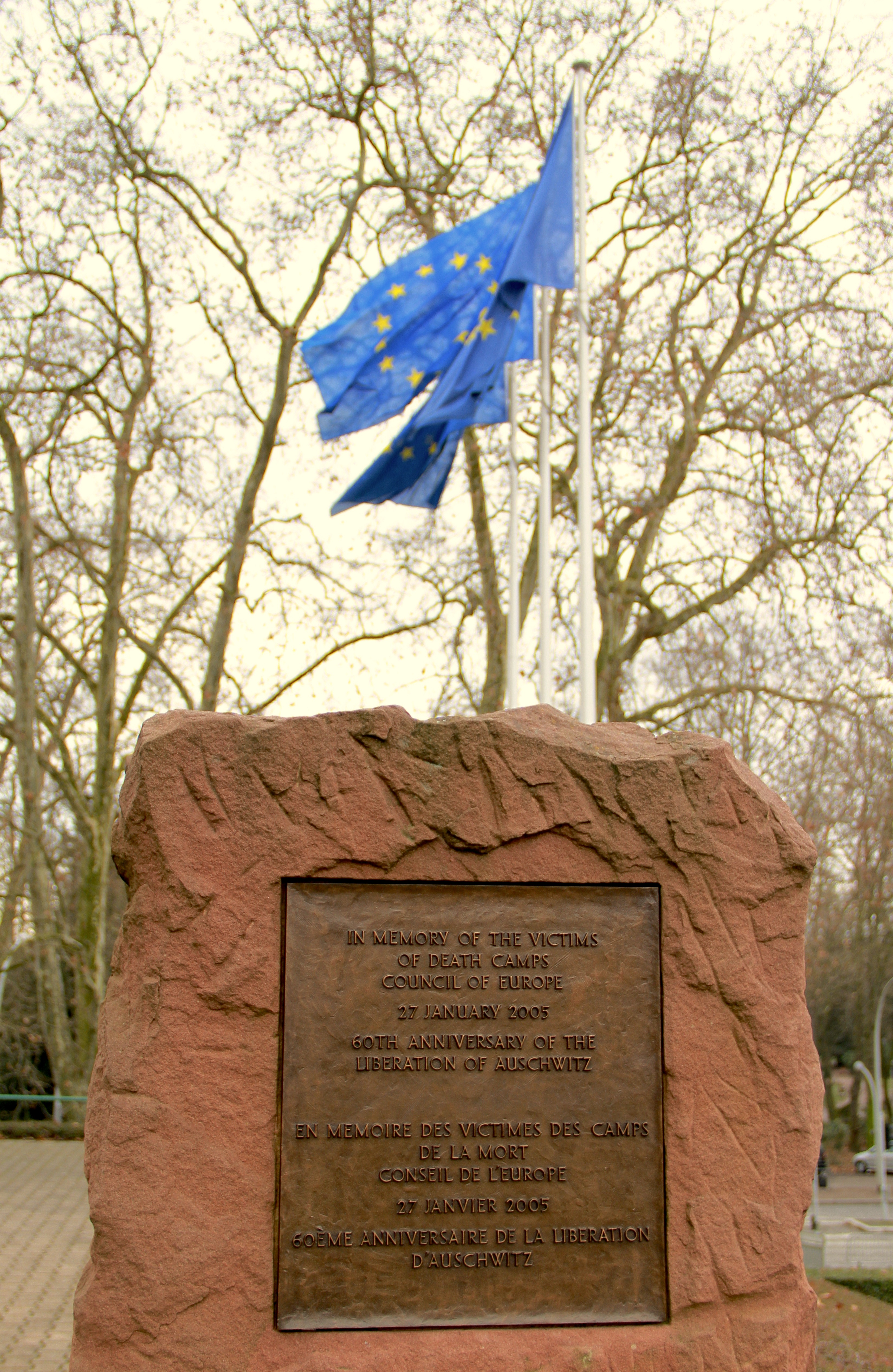
Monument del Consell d'Europa en memòria de les víctimes de l'Holocaust inaugurat el 27 de gener de 2005 a Estrasburg (França)

El 27 de gener és l'aniversari de l'alliberament del camp de concentració i d'extermini d'Auschwitz-Birkenau per part de l'Exèrcit Roig de la Unió Soviètica (pertanyent al bàndol dels Aliats) el 1945, com a part de la derrota dels nazis durant la Segona Guerra Mundial. En aquest camp nazi s'hi varen enviar prop d'1,3 milions de persones i se n'hi varen executar unes 960.000: fou el més mortífer de tots els existents. És un dia que, abans d'esdevenir oficial per l'ONU, ja havia estat commemorat per alguns estats; és el cas del Regne Unit i d'Alemanya, que des del 1996 l'havien homenatjat sota el nom del Dia de Record de les Víctimes del Nacionalsocialisme. Israel, per altra banda, ja el celebrava pel seu compte des del 1951 com a Iom ha-Xoà el 27 de nissan en el calendari jueu.
El 18 d'octubre de 2002 els Ministres d'Educació dels Estats Membres representats en el Consell d'Europa van decidir establir un dia de commemoració de l'Holocaust i de la prevenció dels crims contra la humanitat deixant-ne l'elecció de la data als mateixos Estats membres. Fins a tretze d'aquests estats, inclosos Itàlia, França i Espanya pel que fa als que inclouen el continu catalanoparlant, varen triar el 27 de gener. En relació amb la jornada, els crims contra la humanitat, els genocidis i particularment l'Holocaust han d'abordar-se a les lliçons escolars i és per aquesta raó que el Consell d'Europa hi contribueix amb la preparació de material didàctic.

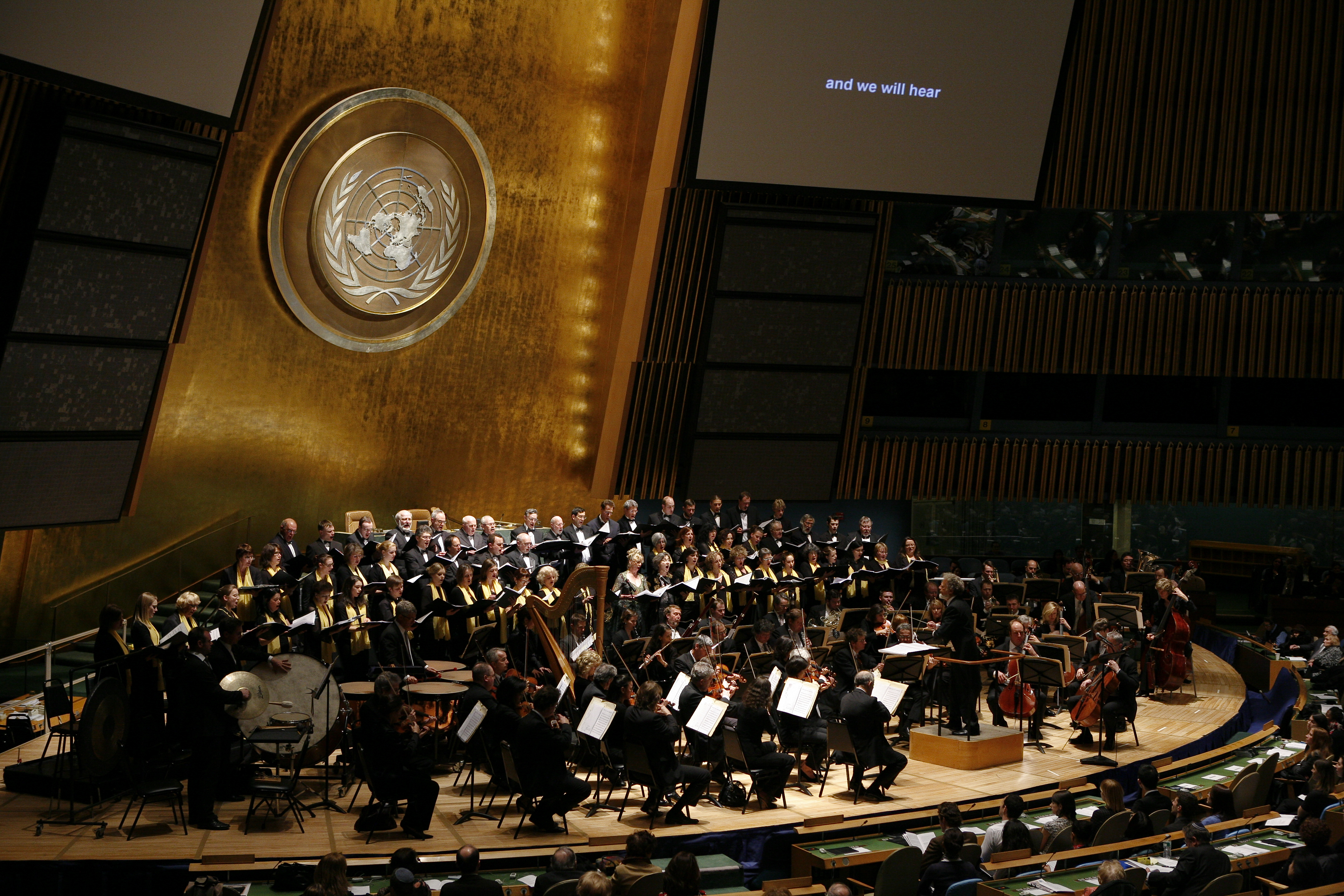
Actes oficials del Dia Internacional de Commemoració en Memòria de les Víctimes de l'Holocaust de l'any 2010 a la seu de les Nacions Unides a Nova York (EUA).

Després de commemorar-ne el 60è aniversari l'any 2005, l'Assemblea General de les Nacions Unides decidí declarar el Dia Internacional de Commemoració en Memòria de les Víctimes de l'Holocaust a tot el món durant la seva 42a sessió plenària de novembre de 2005 i mitjançant l'aprovació sense votació de la 61/255. Tres mesos i mig després, el 27 de gener de 2006, se n'efectuà la primera commemoració formal amb abast mundial.
La resolució aprovada també incorporà la creació d'una oficina intergovernamental de l'ONU per a aquesta qüestió, que fou constituïda amb el nom en anglès de The Holocaust and the United Nations Outreach Programme (UNHOP; traduïble en català com a 'Programa de Divulgació sobre l'Holocaust i les Nacions Unides'). Anàlogament al Consell d'Europa, la seva funció és la difusió per tal d'evitar nous crims contra la humanitat especialment mitjançant la creació de currículums educatius. Tal com passa al Programa de Divulgació de les Nacions Unides sobre el genocidi de Ruanda, s'han establert materials en les sis llengües oficials de l'ONU. Això ha despertat crítiques acadèmiques sobre l'abast i la utilitat d'aquests materials didàctics, que s'han materialitzat en forma de crides pedagògiques per advertir que cal que hi siguin sobretot en les llengües pròpies d'aquells indrets del món on el risc de futurs genocidis és més elevat.
Transcorreguda més d'una dècada de l'aprovació oficial d'aquesta data, els esforços transnacionals per a preservar-ne la memòria històrica i la didàctica escolar van centrar-se també en la lluita contra els discursos negacionistes de l'Holocaust i la creixent aparició arreu del món de faccions neonazis i d'extrema dreta contra les mateixes minories. A partir d'aquesta línia de treball, l'Assemblea General de les Nacions Unides aprovà el 20 de gener del 2022 una nova resolució sense votació, la 76/250, en la qual hi interpel·là a tots els estats membres i a les empreses de xarxes socials a prendre mesures actives contra la negació de l'Holocaust i a evitar la difusió de notícies falses que facilitin l'estigmatització, l'assetjament i qualsevol mena d'agressió a aquests col·lectius.

## Commemoracions als Països Catalans
Diversos territoris dels Països Catalans recorden el Dia Internacional de Commemoració en Memòria de les Víctimes de l'Holocaust des del període de mitjan dècada del 2000, és a dir, durant el període en què estigué suggerit pel Consell d'Europa i encara no formalitzat per l'ONU. És el cas de les Illes Balears, el Parlament de les quals ja l'havia declarat el 2005. I també la situació de l'Alguer, on ja s'havien dut a terme tasques públiques de remembrança a les escoles des d'anys abans.

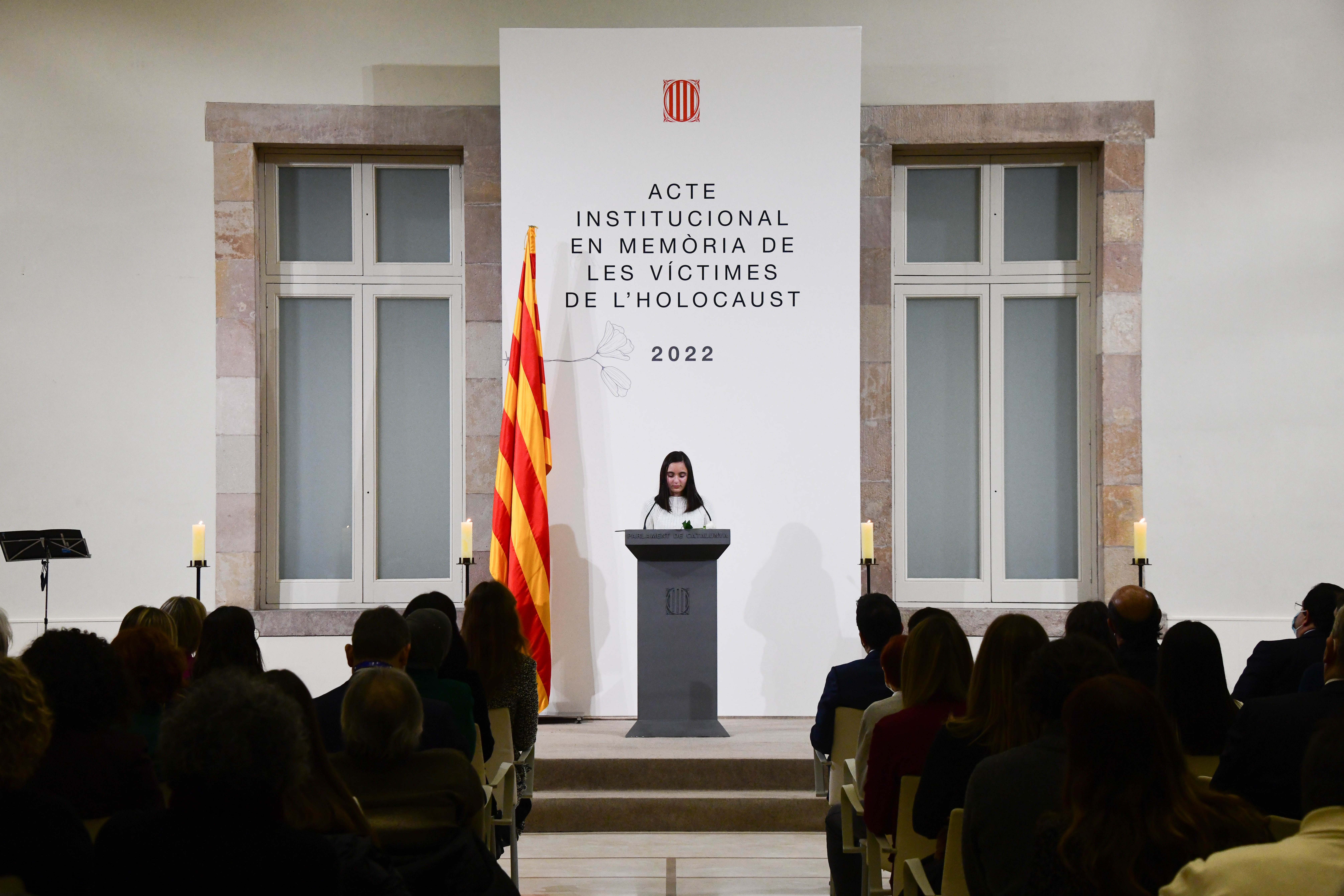
Acte oficial de commemoració a les víctimes de l'Holocaust el 27 de gener del 2022 al Palau del Parlament de Catalunya.

A Catalunya, la Generalitat de Catalunya s'hi uní protocol·làriament amb actes oficials per primer cop l'any 2006, tot seguint l'oficialitat establerta per l'ONU. En aquest país, especialment a partir de la dècada del 2020, la jornada s'ha aprofitat per, entre d'altres activitats, instal·lar stolpersteines i fer-ne pedagogia social als municipis on hi varen viure veïns deportats i condemnats als camps d'extermini nazis. El País Valencià, per la seva banda, no l'incorporà fins al 2008 a les seves commemoracions oficials i ho feu a través del Decret 65/2008 publicat al Diari Oficial de la Generalitat Valenciana. I en el cas del Carxe, al municipi de Iecla es commemora també des del 2008, quan s'hi erigí un monument en record a les víctimes de l'Holocaust amb representació institucional de la Conselleria de Cultura del Regió de Múrcia. L'Assemblea Regional de Múrcia, però, no feu cap declaració governamental en aquest sentit fins a un dels plens del febrer del 2015.
Pel que fa a la Franja de Ponent, la primera celebració institucional d'aquesta jornada tingué lloc el 2010 a iniciativa d'Amical de Mauthausen i Rolde de Estudios Aragoneses, que involucraren la Diputació General d'Aragó en un acte protocol·lari des de les Corts d'Aragó, situades al Palau de l'Aljaferia.
Andorra és un dels Estats membres de les Nacions Unides i com a tal pren part de l'Assemblea General que, en el seu moment, aprovà la resolució 60/7 de 2005 per la qual es formalitzà el Dia Internacional de Commemoració en Memòria de les Víctimes de l'Holocaust. Tanmateix, no té en compte aquesta jornada per cap activitat oficial d'aquest àmbit. En data del 2022, l'Organització per a la Seguretat i la Cooperació a Europa apuntava que el Principat no té planificada cap jornada anual per a la recordança de l'Holocaust ni duu a terme recerca acadèmica o literària sobre aquest àmbit, per bé que forma part del currículum oficial a l'educació secundària. Endemés, no fou Estat membre signatari de la resolució de l'ONU 76/250 adoptada el gener del 2022 contra la negació de l'Holocaust.

## Commemoració en altres indrets del món
El seguiment del Dia Internacional de Commemoració en Memòria de les Víctimes de l'Holocaust té un seguiment molt irregular entre estats, especialment quan s'avalua des del punt de vista geogràfic i continental. Els territoris on la diàspora jueva hi ha tingut més influència i aquells que varen tenir un paper fonamental en la Segona Guerra Mundial són en els quals hi han perdurat més significativament el sentit de memòria històrica i de responsabilitat social, política i educativa cap als horrors de l'Holocaust i cap a aquest dia concret. Això contrasta amb aquells estats de nova creació (sobretot a l'Àfrica i a l'Àsia) i que per tant rauen en altres discursos sobre nacionalisme, identitat, disputes ètniques, opressió social o colonització.

### A Europa
En el cas d'Europa s'hi duen a terme actes i commemoracions de manera prou homogènia, d'ençà que el dia de recordança de l'Holocaust fou establert pel Consell d'Europa: tal com passa als territoris que constitueixen el continu catalanoparlant, hi és una jornada d'importància destacada al calendari polític i social. Al continent europeu hi són habituals homenatges polítics i ciutadans en monuments de referència o als propis camps de concentració i la instal·lació, la cura i la vetlla de les stolpersteines.
Els informes de l'Oficina per a les Institucions Democràtiques i els Drets Humans pertanyent a l'Organització per a la Seguretat i la Cooperació a Europa sostenen que la pedagogia sobre els horrors i l'impacte social de l'Holocaust ha assolit uns nivells de penetració substancial en l'educació arreu d'Europa, així com en el desenvolupament de polítiques de memòria històrica i de rellevància topogràfica dels monuments que el recorden. Tanmateix, s'hi destaca que fora de les aules, al llarg de la dècada del 2010 començaren a produir-se esdeveniments fora de l'aula i accions sociopolítiques que posen en perill l'estabilitat de transmissió generacional d'aquesta memòria i consciència col·lectiva en diversos indrets. A data del 2020, de la regió de l'OSCE adscrita al continent europeu, Albània, Alemanya, Àustria, Bulgària, Dinamarca, Eslovàquia, Finlàndia, Grècia, Hongria, Itàlia, Letònia, Liechtenstein, Lituània, Luxemburg, Malta, Moldàvia, Mònaco, Portugal, el Regne Unit, Sèrbia, Suècia, Suïssa i Turquia li'n dedicaven un dia anual, mentre que Bèlgica, Macedònia del Nord, Polònia i Romania li'n dedicaven més d'un. Molts d'aquests estats, a més a més, tenien jornades dedicades únicament a la comunitat rom i contra l'antisemitisme.

### A l'Àsia
A l'Àsia, especialment els estats signataris de la resolució 61/255 de l'Assemblea General de ONU que proclamaren la jornada el 2005 efectuen la seva major acció protocol·lària sobre l'Holocaust a través de llurs relacions diplomàtiques per mitjà de consolats i ambaixades amb els seus homòlegs europeus, israelians i nord-americans, que inclouen discursos o presència institucional de diversa índole. Pel que fa a accions dins el seu propi territori, emperò, la Xina no incorpora la remembrança de l'Holocaust nazi al seu calendari de memorials o efemèrides, sinó que ha adoptat pràctiques i tendències de «memorialització» col·lectiva adoptant els seus propis referents en el marc de la Segona Guerra Mundial (el Dia de la Victòria sobre el Japó) o de crims de guerra patits per la seva societat (la Massacre Nanquín). També a les dues Corees, que no celebren significativament aquest dia i que en certa manera han transfigurat aquell període bèl·lic i els horrors de l'Holocaust en un discurs enfocat cap al seu propi concepte de nació ètnica colonitzada, per bé que amb certa implantació acadèmica i institucional creixent a Corea del Sud.
Al Japó, per la seva banda, hi ha contrastos sociopolítics en l'educació vers l'Holocaust, atès que hi ha una gran consciència social pel seu passat aliat en el bàndol nazi des del decenni del 1950 i la traducció al japonès d'El diari d'Anne Frank o l'acció pro-democràtica dels moviments d'estudiants. Tanmateix, el xintoisme encara hi exerceix una gran força en el discurs nacionalista japonès, el govern hi manté una estricta política de control minuciós editorial educatiu (en què sovint s'hi blanqueja l'acció de l'Imperi Japonès en la Segona Guerra Mundial) i només a partir del 2022 organismes o com la Dieta Nacional del Japó van celebrar explícitament el Dia Internacional de Commemoració en Memòria de les Víctimes de l'Holocaust.
Especialment pel que fa al subcontinent indi, als estats com ara Cambodja, Laos, Tailàndia o el Vietnam la memòria històrica de la Segona Guerra Mundial o dels seus fets derivats hi són completament inexistents o, en el cas d'Indonèsia, amb un silenci polític que ha perdurat històricament per la seva complicitat amb el Japó i el seu passat bèl·lic al conflicte. A l'Índia no hi ha tampoc un seguiment social d'aquest dia, ans al contrari: l'Holocaust hi és heterogèniament tingut en compte, amb diversos graus de desconeixement d'aquests fets als estrats socials i segons les diferents sensibilitats religioses. Mentre que s'hi ha documentat el fonamentalisme hinduista utilitzant-lo com a referent de neteja ètnica contra els musulmans, aquests darrers sovint el rememoren quan veuen els seus drets coartats o àdhuc n'han practicat la negació com a arma llancívola contra la política d'apartheid d'Israel a Palestina.
El seguiment del Dia Internacional de Commemoració en Memòria de les Víctimes de l'Holocaust contrasta amb el d'altres estats més políticament afins a Occident: Malàisia i Singapur, que sí que el recorden i el fan servir per reforçar el concepte d'harmonia en la diversitat i de benestar públic. També té lloc amb un elevat grau d'implantació i oficialitat a Myanmar d'ençà del 2010, tot i que amb crítiques des d'institucions i activistes de la memòria històrica de l'Holocaust puix que paral·lelament en aquest estat s'hi practica el genocidi dels rohynges.

## Lemes i temàtiques anuals
Cada any el Dia Internacional de Commemoració en Memòria de les Víctimes de l'Holocaust és difós amb un lema oficial escollit per l'ONU, que és el que configura el discurs del missatge del Secretari General de les Nacions Unides, així com el fil argumental i de debat per a les conferències, plens i activitats institucionals que organitzen els Estats membres i llurs divisions administratives.
| Any  | Tema (traducció no oficial al català)                                                                 |
| ---- | --- |
| 2023 | «Llar i pertinença»                                                                                   |
| 2022 | «Memòria, dignitat i justícia»                                                                        |
| 2021 | «La vida després de l'Holocaust: recuperació i reconstitució»                                         |
| 2020 | «75 anys després de Auschwitz: remembrança i ensenyança de l'Holocaust en pro de la justícia mundial» |
| 2019 | «Remembrança de l'Holocaust: Exigiu i defenseu els vostres drets humans»                              |
| 2018 | «Remembrança i ensenyament de l'Holocaust: la nostra responsabilitat compartida»                      |
| 2017 | «Remembrança de l'Holocaust: educar per un futur millor»                                              |
| 2016 | «L'Holocaust i la dignitat humana»                                                                    |
| 2015 | «La llibertat, la vida i el llegat dels supervivents de l'Holocaust»                                  |
| 2014 | «Viatges a través de l'Holocaust»                                                                     |
| 2013 | «Rescats durant l'Holocaust: El coratge d'amoinar-se»                                                 |
| 2012 | «Els nens i l'Holocaust»                                                                              |
| 2011 | «Les dones i l'Holocaust: Coratge i compassió»                                                        |
| 2010 | «Commemoració de l'Holocaust: El llegat de la supervivència»                                          |
| 2009 | «Una autèntica base per a l'esperança: Recordança i educació sobre l'Holocaust»                       |
| 2008 | «Responsabilitat cívica i la preservació dels valors democràtics»                                     |
| 2007 | «El dret de les persones amb discapacitat»                                                            |
| 2006 | «Remembrança i més enllà»                                                                             |